# Idiocerus laribaeus
Idiocerus laribaeus är en insektsart som beskrevs av Bliven 1954. Idiocerus laribaeus ingår i släktet Idiocerus och familjen dvärgstritar. Inga underarter finns listade i Catalogue of Life.